# Ciudad Hospitalaria Dr. Enrique Tejera
La Ciudad Hospitalaria Dr. Enrique Tejera (CHET) —también conocido por su antiguo nombre como Hospital Central de Valencia— es un complejo hospitalario localizado en la ciudad de Valencia, estado Carabobo, Venezuela.
Se trata de la mayor institución de salud pública del estado Carabobo y de la región de los estados centrales de Venezuela. Posee diversas especialidades establecidas en edificaciones dentro de su terreno.

## Nomenclatura

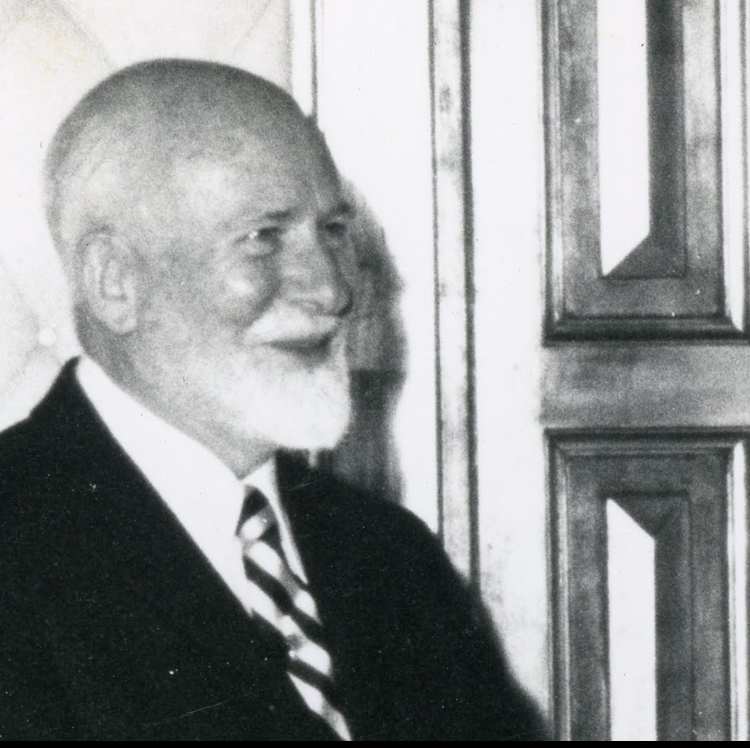
Dr. Enrique Tejera Guevara en 1970

Recibe su nombre en honor de Enrique Tejera Guevara (1889-1980), un médico, científico y político venezolano —primer ministro de Sanidad y Asistencia Social de Venezuela— nacido en Valencia.

## Edificios
El complejo hospitalario está compuesto por una serie de edificios en los que se desarrollan las principales especialidades de la institución, además de los salones correspondientes a la escuela de medicina de la Universidad de Carabobo (UC).

### Hospital de adultos
Es una de las estructuras más grandes del complejo. Consta de 4 pisos, los cuales se dividen en las diferentes especialidades de medicina interna y cirugía, así como un área de emergencia de adultos. Una de las alas de este edificio fue transitoriamente habilitada para atender emergencias obstétricas luego del incendio del edificio de la maternidad ocurrido el 31 de marzo de 2001.

### Hospital pediátrico
Oficialmente conocido como Hospital Dr. Jorge Lizarraga, se encuentra en la zona sur del complejo y es uno de los hospitales pediátricos más importantes del centro del país. Al igual que el hospital de adultos cuenta con un área de cirugía, distintas especialidades dentro del área pediátrica y un área de emergencia habilitada en la entrada del edificio. Posee 200 camas y asiste a más de 120 mil niños provenientes de todo el estado Carabobo y de partes de Aragua, Cojedes, Guárico y Yaracuy.

### Maternidad

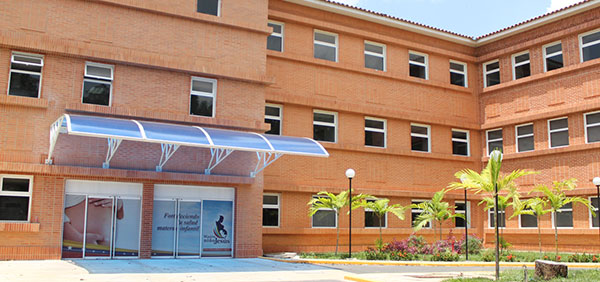
Fachada de la maternidad de la CHET

La ciudad hospitalaria cuenta con un edificio dedicado a la atención materno infantil, llamado oficialmente Maternidad de Alto Riesgo Comandante Supremo Hugo Chávez, la cual empezó a funcionar el 12 de abril de 2014 después de no haber funcionado durante varios años tras sufrir un incendio que lo dejó inoperativa el 31 de marzo de 2001. Del mismo sobrevivieron las 200 pacientes y recién nacidos que se encontraban allí hospitalizados.
En el 2020 la maternidad de Alto Riesgo Comandante Supremo Hugo Chávez, cerro sus puertas para instaurarse el centro de emergencia para pacientes con COVID-19, la cual no ha rehabierto sus puertas como centro de maternidad por la falta de insumos médicos y equipos. 

### Departamento universitario
La escuela de medicina de la Universidad de Carabobo posee unas pequeñas edificaciones correspondiente al Departamento Clínico Integral del Sur, el cual se subdivide en las cátedras que hacen vida en la ciudad hospitalaria que son Pediatría (pregrado y posgrado), Medicina Interna (pregrado y posgrado), Obstetricia (pregrado y posgrado), Cirugía (pregrado y posgrado) y Toxicología (pregrado). Los edificios de cada cátedra se encuentran adyacentes a su correspondiente hospital. En el año 2010 comenzaron a recibir pasantías dentro del complejo los estudiantes de Medicina Integral Comunitaria; sin embargo, hasta la fecha no se ha determinado una estructura organizada donde impartir sus asignaturas.

### Otras secciones

#### Servicio nacional de Ciencias Forenses
Este servicio también se encuentra dentro de las instalaciones de la ciudad hospitalaria (morgue) está dividida en dos secciones, una donde llevan a las personas fallecidas por enfermedades y causas de muerte que llamamos «naturales» y otra parte que está asignada al Ministerio Popular de Justicia a través del CICPC donde llevan las personas que mueren  de forma violentas en accidentes de tránsitos o asesinadas.